# Bruce Gray
Robert Bruce Gray (San Juan (Puerto Rico), 7 september 1936 – Los Angeles, 13 december 2017) was een in Puerto Rico geboren Canadees acteur.

## Biografie
Gray werd geboren in San Juan (Puerto Rico) bij Canadese ouders. Hij groeide op in Puerto Rico en op tienjarige leeftijd verhuisde hij met zijn familie naar Saginaw (Michigan), vier jaar later verhuisde zij naar Toronto. Hij doorliep de middelbare school aan de Humberside Collegiate Institute in Toronto, hierna haalde hij zijn master in psychologie aan de universiteit van Toronto in Toronto. 

## Filmografie

### Films
Selectie:
- 2016 Rules Don't Apply - als baptist predikant
- 2015 Crimson Peak - als Ferguson
- 2011 Water for Elephants – als Proctor
- 2007 Evan Almighty – als congreslid Hughes
- 2005 Cake – als Malcolm McGee
- 2005 Monster-in-Law – als televisieproducent
- 2003 S.W.A.T. – als Richard Segerstrom
- 2002 Cube 2: Hypercube – als kolonel Thomas H. Maguire
- 2002 My Big Fat Greek Wedding – als Rodney Miller
- 2000 When Andrew Came Home – als Dr. Matthews
- 1997 Starship Troopers – als airmarshall Dienes
- 1997 The Peacemaker – als CNN omroeper
- 1996 Spy Hard – als de president
- 1996 Up Close & Personal – als Gabe Lawrence
- 1995 My Family – als mr. Gillespie
- 1994 Roswell – als admiraal
- 1987 Dragnet – als burgemeester Parvin

### Televisieseries
Selectie:
- 2015-2020 Married Without Kids - als dr. Barren - 3 afl.
- 2011-2012 How I Met Your Mother – als Yuthers – 4 afl.
- 2011 Falling Skies – als oom Scott – 8 afl.
- 2005-2010 Medium – als vader van Joe – 11 afl.
- 2003 Playmakers – als Gene Wilbanks – 11 afl.
- 2002 Queer as Folk – als George Schickel – 5 afl.
- 1996-2000 Traders – als Adam Cunningham – 83 afl.
- 1991-1993 Murder, She Wrote – als Ted Hartley – 3 afl.
- 1991 Dallas – als David Stanley – 2 afl.
- 1989 Generations - als Phillip Webb - 19 afl.
- 1988 Tour of Duty – als luitenant-kolonel Dalby – 4 afl.
- 1987-1988 Captain Power and the Soldiers of the Future – als mentor / mr. Stuart Power – 11 afl.
- 1987 General Hospital - als George Blythe - 6 afl.
- 1986 The Young and the Restless – als Mark Wilcox – 4 afl.
- 1979-1980 The Edge of Night – als Owen Madison – 89 afl.
- 1969-1970 Strange Paradise – als Tim Stanton - 29 afl.

- Gemeinsame Normdatei: 106130079X
- Virtual International Authority File: 311609021